# La teva decisió (Get a Life)
«La teva decisió (Get a life)» (en español: "Tú decisión (Búscate una vida)") es una canción de Susanne Georgi que representó a Andorra en el Festival de la Canción de Eurovisión 2009 que se celebró en Moscú, Rusia.
La canción fue interpretada en inglés y catalán. y  compitió en la primera semifinal del certamen el día 12 de mayo de 2009 en la séptima posición. En la semifinal obtuvo 8 puntos (3 de Malta, 4 de Portugal y 1 punto de Turquía) quedando en el 15º lugar por lo que no obtuvo el derecho de participar en la Gran Final.
Esta canción fue la última participación de Andorra en el Festival de Eurovisión. En un principio, Andorra se inscribió para el certamen de 2010 sin tener suficiente presupuesto para afrontar el proyecto (300.000 euros mínimos para "una financiación decente" según la dirección de RTVA) pero sí con tiempo para que surgiese alguna propuesta de patrocinio o coproducción, pero finalmente, no llegó ningún apoyo económico, por lo que el director de Radio y Televisión de Andorra (RTVA), Enric Castellet, envió el 11 de diciembre de 2010 una carta a la Unión Europea de Radiodifusión mediante la cual, la cadena pública renunciaba a la candidatura para participar en la próxima edición del Festival.

## Sencillos
| Año  | Sencillo                       | Posición          |
| Año  | Sencillo                       | Bandera de España |
| ---- | ------------------------------ | ----------------- |
| 2009 | "La teva decisió (Get a life)" | 10                |